# Littorina scabra
Littorina scabra är en snäckart som först beskrevs av Carl von Linné 1758.  Littorina scabra ingår i släktet Littorina och familjen strandsnäckor. Inga underarter finns listade i Catalogue of Life.